# Aspang (Herrschaft)
Die Herrschaft Aspang war eine Grundherrschaft im Viertel unter dem Wienerwald im Erzherzogtum Österreich unter der Enns, dem heutigen Niederösterreich.

## Ausdehnung
Die Herrschaft umfasste zuletzt die Ortsobrigkeit über Großamt, Kleinamt, Mönichkirchen, Neuwald und Neustift am Alpenwald. Der Sitz der Verwaltung befand sich im Schloss Aspang.

## Geschichte
Letzter Inhaber der Fideikommissherrschaft war der Oberst und Kämmerer Karl Graf von Pergen, bevor die Herrschaft nach den Reformen 1848/1849 aufgelöst wurde.